# Барсково (Владимирская область)
Барсково — деревня в Петушинском районе Владимирской области России. Входит в состав Нагорного сельского поселения.

## География
Расположена в 19 км на северо-запад от города Покрова и в 41 км на северо-запад от районного центра города Петушки.

## История
По разделу 3 января 1677 года деревней владел Т. П. Савёлов.
В ревизских сказках 1-10 ревизий 1719-1858 годов называлось сельцом, о  господских домах упоминаний нет.
По данным на 1860 год деревня принадлежала Надежде Сергеевне Пашковой.
В конце XIX — начале XX века деревня входила в состав Аргуновской волости Покровского уезда Владимирской губернии, с 1926 года в составе Овчининской волости Александровского уезда. Основное занятие жителей: земледелие и плотничество. В 1857 году в деревне было 59 дворов, жителей мужского пола 266 душ, женского 374 души. В 1887 году была устроена каменная часовня.
В 1859 году — 97 дворов.
В 1905 году — 117 дворов
В 1926 году — 119 дворов.
С 1929 года деревня являлась центром Барсковского сельсовета Киржачского района, с 1945 года — в составе Покровского района, с 1954 года — в составе Панфиловского сельсовета, с 1960 года — в составе Петушинского района, с 2005 года — в составе Нагорного сельского поселения.

## Население
| 1859 | 1905 | 1926 | 2002 | 2010 | 2021 |
| ---- | ---- | ---- | ---- | ---- | ---- |
| 671  | ↗722 | ↘422 | ↘6   | ↘3   | ↗4   |